# Jolicoeur (vrijheidsstrijder)
Jolicoeur (? - 1773 of 1774) was een Surinaamse vrijheidsstrijder. In 1772 vluchtte hij van de plantage Fauquemberg naar Fort Boekoe, de versterkte nederzetting van de Boni-Marrons. In de daarop volgende jaren nam hij deel aan verschillende overvallen op plantages en aan de strijd van de Marrons met de troepen van het gouvernement.
Jolicoeur wordt meestal in één adem genoemd met de vrijheidsstrijders en guerrillaleiders Boni en Baron omdat John Gabriël Stedman hen in zijn boek Reize naar Surinamen, en door de binnenste gedeelten van Guiana (1799-1800) met elkaar in verband bracht. Ieder van hen had echter een eigen achtergrond en vervulde een eigen rol in de Boni-oorlogen.

## Levensloop

### Afkomst
Jolicoeur was afkomstig van de plantage Fauquemberg (Fauquenberque), gelegen aan de Commewijne.
Van Jolicoeur wordt verteld dat hij als kind getuige was van de verkrachting van zijn moeder door een witte opzichter van de plantage Fauquemberg. Zijn vader, die haar te hulp schoot, werd afgeranseld.

### Rol in de Boni-oorlogen
Op nieuwjaarsdag 1772 vluchtten negen slaven van de plantage Fauquemberg, onder wie Joanna, haar moeder Cery en hun beschermer Jolicoeur. Zij slaagden erin de versterkte nederzetting Fort Boekoe van Boni te bereiken en worden opgenomen bij de daar al gevestigde Boni-Marrons.
Jolicoeur nam vervolgens deel aan verschillende overvallen op plantages die de Boni’s uitvoerden om aan wapens en kruit te komen.
Op 28 mei 1772 overvielen de Marrons van Boekoe de plantage Nieuw-Roosenbeek, waar Schültz toen directeur van was. Jolicoeur bevindt zich onder de overvallers en hij herkent Schültz als de verkrachter van zijn moeder. Hij neemt hem gevangen en brengt hem naar Boni. Boni vraagt aan Schültz waar het kruit van de plantage wordt opgeslagen. De directeur beweert dat er op Nieuw-Roosenbeek geen kruit aanwezig is, waarop Boni dreigt om hem dood te schieten. Schültz smeekt Jolicoeur om hem te redden. Hierop antwoordt Jolicoeur dat hij niet vergeten is dat Schultz zijn moeder heeft verkracht en zijn vader heeft laten geselen. Hij pakt een bijl en slaat het hoofd van Schultz af.
Deze versie van de gebeurtenissen werd opgetekend door Stedman en is gebaseerd op wat Cojo, een oom van Joanna, aan hem vertelde.
Een andere versie staat opgetekend in de processen verbaal van de gevangengenomen Marrons Toni van Roosenbeek en Jonas van ’s-Haagenbosch. Toni van Roosenbeek verklaarde in 1773 dat Jolicoeur de blanke opzichter van de plantage Roosenbeek had vermoord en niet Schültz, de directeur. Jonas van ’s-Haagenbosch verklaarde dat Schültz door Jolicoeur gevangen werd en naar Boni gebracht. Toen Schültz volhield dat er geen kruit aanwezig was op de plantage werd hij door Boni doodgeschoten.
Op 27 juni 1772 nam Jolicoeur deel aan de overval op de plantage Poelwijk waar hij net als Baron gewond raakte.

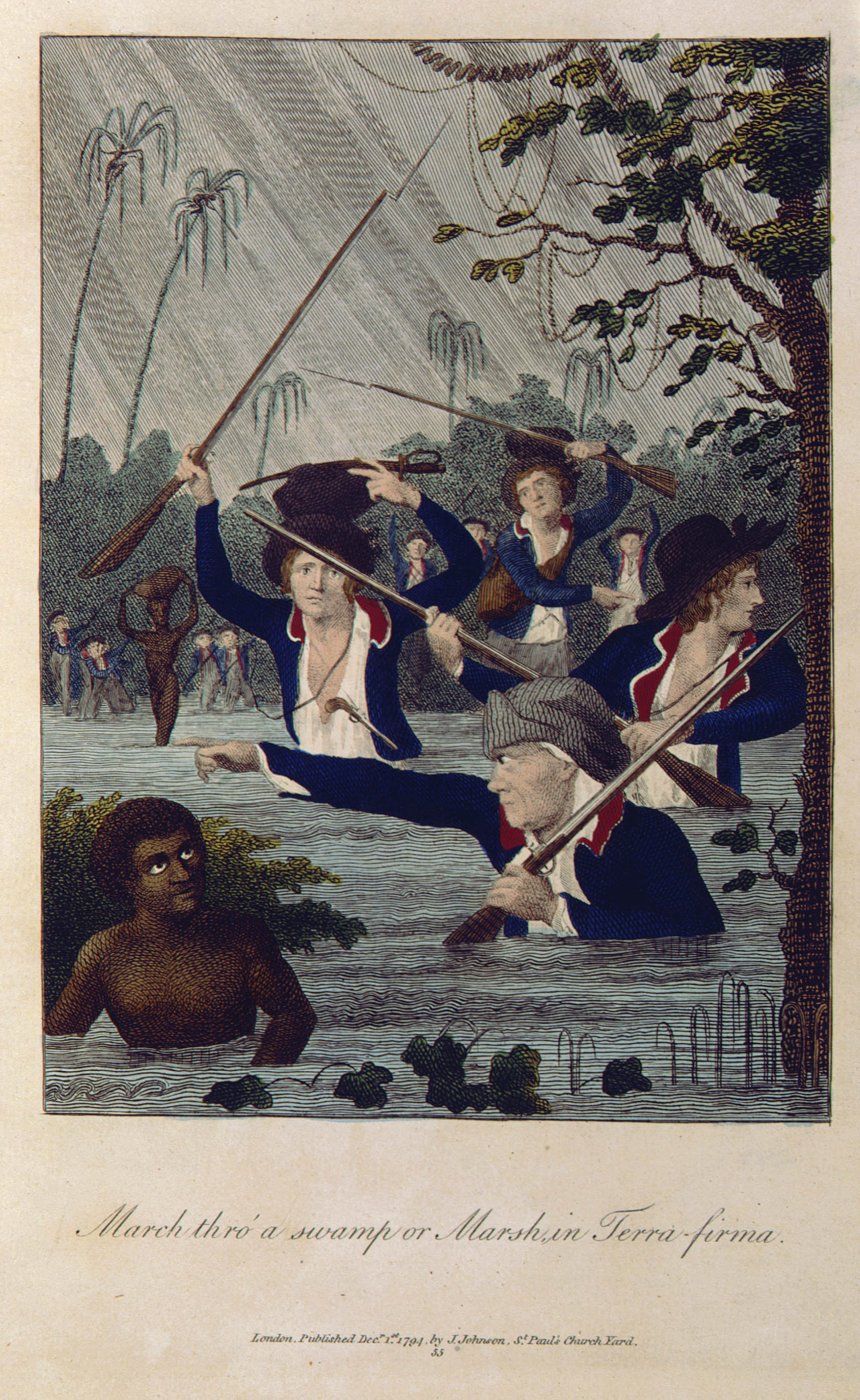
Het doorwaden van een moeras. (William Blake naar een tekening van John Gabriel Stedman 1794)

In juli 1772 vond de belegering van Boekoe plaats door soldaten onder leiding van Kapitein Oorsinga en Luitenant Keller. Een aanval van de Marrons op het kamp van de belegeraars met de geweren en de munitie die waren buitgemaakt tijdens de overval op Poelwijk was succesvol. Het beleg van Boekoe werd opgeheven. Bij de achtervolging van de soldaten sneuvelden enkele Marrons en onder de gewonden bevonden zich Baron en Jolicoeur.
Op 20 september 1772 werd een nieuwe aanval op Boekoe ingezet door Sociëteitstroepen en het Korps Zwarte Jagers (ook wel Redi Musu genoemd) onder leiding van luitenant Jurriaan Francois de Friderici.
Zij vonden het verborgen pad door het moeras dat naar de vesting leidde, en veroverden het dorp. De Boni’s moesten zich terugtrekken uit Boekoe.

### Dood
In de archieven zijn twee versies over de dood van Jolicoeur terug te vinden, beide gebaseerd op de procesverbalen opgemaakt bij het verhoren van gevangengenomen Marrons.
In juni 1773 raakten de Marrons slaags met een bospatrouille onder het commando van luitenant Lepper. Daarbij sneuvelden twintig soldaten en Lepper zelf. Volgens Kupido Abo van Poelwijk werden bij dit gevecht ook zes Boni’s gedood, waaronder Jolicoeur.
Volgens Johannes van ’s-Haagenbosch werden Jolicoeur en Baron gedood op 25 juli 1774 bij een overval op de houtgrond van Winne in het Patamaccagebied.
Enkele bronnen vermelden ten onrechte dat Boni en Jolicoeur waarschijnlijk gedood zijn in juni 1776 tijdens de aanval door de troepen van Fourgeoud op het dorp Aruku, waarop de meeste Marrons vluchtten en de Marowijne (rivier) overstaken naar Frans Guyana.

## John Gabriël Stedman
John Gabriël Stedman heeft als eerste het verhaal over Jolicoeur opgetekend, tijdens zijn verblijf in Suriname. Verschillende auteurs hebben zijn boek Reize naar Surinamen, en door de binnenste gedeelten van Guiana (1799-1800) als bron gebruikt en de verhalen in hun eigen woorden naverteld en aangepast.
Stedman duidt Jolicoeur aan als "de eerste capitain" van Baron en Wolbers noemt hem "een van de opperhoofden". Jolicoeur komt in de archieven echter nauwelijks voor. Jolicoeur was een schutter en geen hoofdman, hij had geen belangrijke functies en verbleef slechts kort, van 1,5 tot 2,5 jaar bij de Marrons.
Archiefonderzoek bevestigt de hoofdlijnen van het verhaal van Stedman en bevestigt eveneens de deelname van Jolicoeur aan de vrijheidsstrijd in Oost-Suriname.